# 假轮叶虎皮楠
假轮叶虎皮楠（学名：Daphniphyllum subverticillatum）为虎皮楠科虎皮楠属下的一个种。